# Spialia sataspes
Spialia sataspes là một loài bướm ngày thuộc họ Hesperiidae. Nó được tìm thấy ở Nam Phi.
Sải cánh dài 21–26 mm đối với con đực và 24–28 mm đối với con cái. There is one extended generation per year with peaks từ tháng 11 đến tháng 1.
Ấu trùng ăn Hermannia species, Pavonia burchelli và Hebiscus aethiopicus.